# 郑翼之故居
郑翼之故居是太古洋行天津分行买办、天津四大买办之一“太古郑”郑翼之天津的旧居，坐落于当时的天津英租界的都柏林道（Dublin Road）（今和平区郑州道35号），该建筑现为天津市烟草专卖局办公用房。

## 建筑风格
郑翼之故居坐西朝东，建筑面积为1700平方米，为砖木结构二层建筑，建筑外立面为水泥横断块墙面，房檐为牛角支撑，建筑顶部为红瓦并设有双老虎窗。一楼外入口处设有高台阶，敞开式门廊两边设有两对罗马柱，建筑二楼设有阳台。建筑北侧建有拜占庭式双层翘檐的八角雕楼，郑翼之故居主楼后有一幢二层小楼。该建筑是一座具有欧洲中世纪古典风格的西式洋楼。